# Андре Мартен-Леже
Андре Мартен-Леже (фр. André Martin-Legeay; 29 жовтня 1906 — 1940) — колишній французький тенісист.
Найвищим досягненням на турнірах Великого шолома були фінали в змішаному парному розряді.

## Фінали турнірів Великого шолома

### Мікст (2 поразки)
| Результат | Рік  | Турнір            | Покриття | Партнер            | Суперники                  | Рахунок       |
| --------- | ---- | ----------------- | -------- | ------------------ | -------------------------- | ------------- |
| Поразка   | 1935 | Чемпіонат Франції | Ґрунт    | Сільві Юнґ Анротен | Лолетт Пайо Марсель Бернар | 6–4, 2–6, 4–6 |
| Поразка   | 1936 | Чемпіонат Франції | Ґрунт    | Сільві Юнґ Анротен | Біллі Йорк Марсель Бернар  | 5–7, 8–6, 3–6 |